# Mustvee
Mustvee è una città dell'Estonia orientale, nella contea di Jõgevamaa, affacciata sul Lago dei Ciudi.
Il comune rurale di Mustvee è stato ricostituito nel 2017 fondendo il comune rurale di Avinurme (che faceva parte della contea di Ida-Virumaa), Kasepää, Lohusuu (che faceva parte della contea di Ida-Virumaa), Saare, la città di Mustvee e il villaggio di Võtikvere, che faceva parte del comune di Torma.